# Burrhus Skinner
Burrhus Frederic Skinner (Susquehanna Depot, 20 maart 1904 – Cambridge (Massachusetts), 18 augustus 1990) was een invloedrijk Amerikaans psycholoog. Hij is bekend geworden als grondlegger van het radicaal behaviorisme, een stroming in de psychologie, en de daaruit voortkomende experimentele en toegepaste gedragsanalyse (Engels: Applied Behaviour Analysis (ABA), ook wel behavioral engineering).

## Korte biografie
Skinner werd in 1904 geboren in het treinstadje Susquehanna in het noordoosten van Pennsylvania, als oudste van twee zonen van de advocaat William Skinner en zijn vrouw Grace Burrhus. Na de middelbare school ging hij naar het Hamilton College in New York, waar hij in 1926 een graad (Bachelor of Arts) in de Engelse literatuur haalde. Met het voornemen beroepsschrijver te worden bracht hij vervolgens een jaar door in Greenwich Village in New York, waar hij echter niet meer dan wat krantenartikelen wist te produceren. Gedesillusioneerd door zijn gebrek aan literair talent besloot Skinner in 1928 psychologie te gaan studeren aan de Harvard-universiteit in Cambridge, Massachusetts, waar hij in 1931 promoveerde. Hij verwierf aansluitend de prestigieuze Harvard Fellowship die hem in staat stelde om nog vijf jaar als onderzoeker bij Harvard te werken. Dit onderzoek resulteerde in 1938 in zijn eerste wetenschappelijke boek, 'The Behavior of Organisms'. Van 1936 tot 1948 was Skinner achtereenvolgens verbonden aan de Universiteit van Minnesota in Minneapolis en de aan de Universiteit van Indiana in Bloomington. In 1948 verwierf hij een vaste aanstelling als professor bij de Harvard-universiteit, een functie die hij de rest van zijn carrière vervulde.

## Invloeden en ontwikkeling
Skinner werd aanvankelijk beïnvloed door de Amerikaanse psycholoog John Watson, de grondlegger van het methodologisch behaviorisme (niet te verwarren met het latere radicaal behaviorisme waarvan Skinner zelf de grondlegger was). Het methodologisch behaviorisme was sterk beïnvloed door de wetenschapstheorie van het logisch positivisme dat stelt dat alleen uitspraken die geverifieerd kunnen worden door waarnemingen zinvolle uitspraken zijn, terwijl alle andere uitspraken zinloos zijn. Om gedrag te verklaren is het volgens het methodologisch behaviorisme niet zinvol een beroep te doen op inwendige psychische processen die niet door onafhankelijke waarneming kunnen worden bevestigd. Watson probeerde menselijk gedrag te verklaren met behulp van een reflexmatig leerproces, klassieke conditionering genaamd, zoals beschreven door de Russische fysioloog Ivan Pavlov. 
In zijn invloedrijke artikel The operational analysis of psychological terms (1945) nam Skinner afstand van de wetenschapstheorie van het methodologisch behaviorisme. Het is volgens Skinner legitiem in wetenschappelijke verklaringen van gedrag een beroep te doen op inwendige psychische processen, zelfs wanneer die door niet meer dan één persoon kunnen worden waargenomen (zoals dat bijvoorbeeld bij een psychisch proces als denken het geval is). Het is echter van belang dat deze waarnemingen onder invloed van de juiste omstandigheden worden uitgevoerd. Volgens Skinner dienen inwendige psychische processen beschouwd te worden als functioneel gedrag dat aan dezelfde wetmatigheden gehoorzaamt als uitwendig gedrag. Hoewel het een rol speelt in een verklaringsketen is 'inwendig gedrag' (denken, herinneren, voelen) volgens Skinner echter nooit de uiteindelijke oorzaak van ander inwendig of uitwendig gedrag. Gedrag kan immers nooit de uiteindelijke oorzaak zijn van gedrag. Al het gedrag is volgens Skinner uiteindelijk het product van de interactie tussen de geschiedenis van een organisme (waaronder behalve de individuele leergeschiedenis ook de evolutionaire geschiedenis valt) en de omstandigheden of situatie waarin het zich bevindt.

## Functieanalyse
Omdat de uiteindelijke oorzaken van gedrag altijd buiten het gedrag zelf liggen, in de context (geschiedenis en omgeving) van het organisme, zou het behaviorisme dat Skinner ontwikkelde ook wel het contextueel behaviorisme genoemd kunnen worden. De basiseenheid van verklaring in de psychologie is volgens Skinner altijd 'gedrag in context'. Los van context is gedrag betekenisloos. In deze visie wordt de functie van gedrag bepaald door de context, en niet zozeer door de vorm van het gedrag: gedragingen die er hetzelfde uitzien kunnen, afhankelijk van de context, een verschillende functie vervullen, terwijl gedragingen die er verschillend uitzien, afhankelijk van de context, dezelfde functie kunnen hebben. Om gedrag goed te kunnen voorspellen en te beïnvloeden is het volgens Skinner belangrijk de functie van het gedrag te begrijpen met behulp van een zogenaamde functieanalyse. Hierbij wordt bij een bepaald gedrag gekeken naar de situatie die aan het gedrag voorafging (ook wel de antecedent genoemd), het gedrag zelf en de consequenties van het gedrag; volgens het schema A-B-C (Antecedent-Behavior-Consequence; antecedent, het gedrag zelf en de consequenties). De situatie die aan het gedrag voorafging en de consequenties vormen samen de context van het gedrag, waaruit met behulp van algemene leerprincipes de functies van het gedrag afgeleid kunnen worden. Men kan gedrag alleen beïnvloeden door relevante variabelen in de context die de functies van het gedrag in stand houden, zoals de antecedent of de consequenties van het gedrag, te identificeren en te veranderen.

## Operante conditionering
De belangrijkste bijdrage van Skinner aan de psychologie wordt gevormd door zijn onderzoek naar de operante conditionering met behulp van een door hemzelf ontworpen instrument dat hij de operante kamer noemde, maar dat algemeen bekend is geworden onder de naam de Skinner-box.
Bij operante conditionering legt een organisme een verband tussen een stimulus en een respons als gevolg van de consequenties die de respons heeft (A én B als gevolg van C). Het organisme legt een verband tussen een bepaalde situatie en een bepaald gedrag als gevolg van de gunstige of ongunstige consequenties die dat gedrag in die situatie heeft. Zijn de gevolgen van het gedrag gunstig, dan neemt de kans toe dat datzelfde gedrag opnieuw wordt vertoond wanneer de omstandigheden zich herhalen. Zijn de gevolgen schadelijk, dan wordt de band tussen gegeven omstandigheden en het gedrag verzwakt. Gedrag dat wordt aangeleerd en in stand wordt gehouden door de consequenties van dat gedrag, werd door Skinner operant gedrag genoemd.
Het proces van de operante conditionering is selectionistisch in plaats van mechanisch: het gedrag en het verband tussen situatie en gedrag worden door de consequenties van het gedrag geselecteerd en bekrachtigd (versterkt) of bestraft, in de terminologie van Skinner. In dit selectionisme komt de invloed die het Amerikaans pragmatisme (met name het werk van de Amerikaanse filosofen William James en Charles Peirce) en de evolutietheorie van Charles Darwin op het werk van Skinner hebben gehad tot uiting. Door zijn selectionistische uitgangspunten droeg Skinner ertoe bij dat het wetenschappelijk voorbeeld van de psychologie verschoof van de natuurkunde naar de biologie. Volgens Skinner bestaat er een parallel tussen de fylogenetische selectie van soorten en de ontogenetische selectie van het gedrag van een organisme: zoals selectie door de omgeving in de loop van miljoenen jaren soorten vormt (fylogenetische selectie) ligt selectie door de omgeving ten grondslag aan het gedragsrepertoire dat een organisme gedurende zijn leven vormt (ontogenetische selectie).

## Continuïteitshypothese
Skinner werd regelmatig reductionisme verweten omdat hij zijn onderzoeken verrichtte met dieren, zoals ratten en duiven. Toch was Skinner geen reductionist: hij vond niet dat mensen hetzelfde zijn als ratten en duiven. Ook was hij niet in het bijzonder in ratten- of duivengedrag geïnteresseerd. Skinner ging echter wel uit van de continuïteitshypothese: de hypothese dat er op evolutionaire gronden een continuïteit bestaat in het gedrag van gewervelde organismen. Vanuit deze continuïteitshypothese was zijn keuze voor dieren bij het doen van onderzoek vooral pragmatisch: het is makkelijker gedragsprincipes te ontdekken en te onderzoeken bij relatief eenvoudige organismen als ratten en duiven waarbij hij ook nog een zekere controle had over de leergeschiedenis, dan bij een uiterst ingewikkeld organisme als de mens. In dit opzicht ging Skinner uit van een inductieve 'bottom-up-benadering'. De brede en succesvolle toepassing van de leerprincipes die Skinner bij onderzoek met dieren heeft ontdekt, onder andere in de gedragstherapie en het onderwijs, wijst erop dat hij wat betreft de continuïteitshypothese uiteindelijk gelijk heeft gekregen.

## Taal
In 1957 probeerde Skinner met zijn boek 'Verbal Behavior' zijn operante leertheorie die vooral gebaseerd was op het gedrag van dieren, uit te breiden naar het taalgedrag van de mens. Skinner redeneerde dat er geen doorslaggevende reden bestond om te veronderstellen dat taalgedrag geen gedrag zou zijn. Maar als taalgedrag in feite gewoon gedrag was, moest het ook de normale gedragswetten volgen. In 1957 en nog lang daarna was dit een volstrekt revolutionair idee. Dat gewoon gedrag als lopen, eten, en bewegen de gedragswetten volgden die uit het gedrag van dieren waren afgeleid, viel nog wel te begrijpen. Zaken als praten, denken, schrijven en plannen maken leken echter van een totaal andere orde. Dit werd gezien als iets typisch menselijks. Dieren zouden geen vermogen voor taalgedrag bezitten. Alleen mensen beschikten over hogere cognitieve vermogens, dacht men.
Het idee van Skinner was in 1957 vrijwel volledig gebaseerd op het idee dat taalgedrag ook gedrag moest zijn en als het gedrag was, zou het derhalve de normale gedragswetten moeten volgen. De operante leertheorie was gebaseerd op langdurig en uitgebreid onderzoek aan dieren, maar voor het idee dat de operante leertheorie gegeneraliseerd kon worden naar taalgedrag bestond op dat moment amper enig empirisch bewijs. Wel was er een evolutionair argument: plausibel leek dat taal zoals we die nu in grote lijnen kennen ergens verschenen is na de afsplitsing van de mens van de gemeenschappelijk voorvader met de mensapen. Dat betekende dat taal pas vrij laat ontstaan was en dus gebaseerd moest zijn op de gedragsmechanismen die we gemeenschappelijk hadden met andere primaten.
Skinner voelde zich met dit gebrek aan empirische onderbouwing vermoedelijk niet echt op zijn gemak. Een ander punt was vermoedelijk dat hij zich heel goed het revolutionaire karakter van zijn idee realiseerde en rekening hield met de mogelijkheid dat dit felle reacties zou losmaken. Mogelijk vanwege dit gebrek aan empirische onderbouwing en mogelijk om zijn boodschap wat te camoufleren, werd Verbal Behavior een uiterst lastig te lezen boek. Mogelijk is het met opzet zo geschreven dat het voor niet-behavioristen niet meer leesbaar was. Alleen wie goed thuis is in de Skinneriaanse leertheorie en heel veel tijd besteedt om het boek door te werken, raakt er ten slotte enigszins in thuis.
Een volgend probleem met het boek is dat Skinner een heel aantal nieuwe begrippen definieert zoals de Mand en de Tact en de Autoclitic, zonder dat daar echt empirisch bewijs voor bestond. Hij veronderstelde dus niet alleen dat ook in dit geval de gedragswetten moesten opgaan, maar probeerde ook nog op grond van de gedragswetten te voorspellen, hoe dat verbale gedrag dan gecategoriseerd moest worden. Een vrij hachelijke onderneming, omdat juist Skinner altijd beklemtoonde dat gedrag beïnvloed werd door een veelheid van factoren.
De mand komt van 'demand' en betekent zoveel als vragen om iets. Een baby die het op een krijsen zet, bedoelt bijvoorbeeld iets in de trant van: ik wil drinken, schiet eens wat op. De leertheoretische verklaring is echter wat formeler. De baby heeft eerder gehuild. Werd toen opgepakt en kreeg te drinken. De baby heeft daardoor geleerd dat huilen soms gevolgd wordt door melk. Op het moment dat de baby trek krijgt, wordt huilen daardoor frequenter en qua response sterker.
In 1959 schreef de linguïst Noam Chomsky een zeer afwijzende recensie van dit boek. Skinner heeft zich nooit verwaardigd een schriftelijke repliek op deze recensie te geven met het argument dat Chomsky zijn theorie amper begrepen had, wat vermoedelijk ook juist was doordat Chomsky de noodzakelijke basiskennis van operante leertheorie miste om het boek te kunnen begrijpen. Door taalwetenschappers werd het uitblijven van een reactie van Skinner echter gezien als een bewijs voor het gelijk van Chomsky: taal(gedrag) was iets heel anders dan normaal gedrag.
De controverse tussen Skinner en Chomsky kan ook gezien worden als een controverse tussen het functionalisme in de taalkunde en het structuralisme. Een structuralistische theorie over taal, zoals die van Chomsky, houdt zich vooral bezig met de vorm van taal (bijvoorbeeld met de vraag hoe grammaticaal correcte zinnen worden gevormd) terwijl een functionele theorie over taal, zoals die van Skinner, zich bezighoudt met de vraag waarom wordt de taal gebruikt en onder welke omstandigheden.
In het onderwijs aan kinderen met een taalbeperking speelt de operante theorie van Skinner tegenwoordig een doorslaggevende rol. Met langdurige en intensieve training volgens leertheoretische principes blijken ook kinderen met een taalbeperking tot veel meer in staat dan vroeger ooit voor mogelijk werd gehouden. In feite betekent dit dat het idee dat Skinner in 1957 met Verbal Behavior lanceerde zou kunnen kloppen. Ook verbaal gedrag kan de behavioristische gedragswetten volgen.